# Complejo Deportivo Washington Cataldi
El Complejo Deportivo Washington Cataldi, también conocido como Los Aromos, es el predio donde se encuentran los campos de entrenamiento y la concentración del plantel principal de Peñarol. Se encuentra en Barros Blancos, sobre el kilómetro 23 de Ruta 8 en Canelones.
El predio fue comprado en 1945 bajo la presidencia de Constante Turturiello aunque se comenzó a utilizar en 1947. Fue diseñado por el arquitecto José Donato
El complejo tiene, además de las canchas, un gimnasio, vestuarios, habitaciones, una sala de entretenimiento, un comedor y sala de vídeo. En el complejo, se pueden observar dos monumentos: uno es un busto de Washington Cataldi y el otro es una estatua de Pablo Bengoechea. El actual intendente de Los Aromos es Jorge "Bomba" Villar.